# Tutuki Splash
Tutuki Splash is een shoot-the-Chute in het Spaanse pretpark PortAventura Park. De attractie werd samen met het park geopend in 1995. Tutuki Splash is tevens een van de typerende attracties van het park.

## Verhaal
De inwoners van Polynesië vieren een ceremonie om hun godin van het vuur Pelé te eren. Hierbij varen ze naar de vulkaan maar wanneer de vulkaan zijn furie laat voelen aan de avonturiers is het te laat. Je wordt omhoog getild richting de krater van de vulkaan. Eenmaal boven zie je de lava stromen. Niks kan de vulkaan nu nog stoppen en de boot glijdt langs de rand van de vulkaan naar beneden, recht het water in.

## Thema
De attractie is volledig ingewerkt in de themazone Polynesië. De boten doorlopen een route langs en doorheen een vulkaan midden in de vegetatie van Polynesië. Soms worden ook speciale effecten toegevoegd aan de attractie zoals rook of kokend water op de top van de vulkaan.

## Beknopte beschrijving
De attractie heeft 2 drops, een kleine en een grote. Bezoekers worden nat op beide drops maar geregeld wordt een boot ook nat gemaakt op de liftheuvel door een reeds vallende boot.
Verder zijn er ook betaalde waterpistolen geplaatst op een brug boven de baan. Hier kunnen bezoekers de inzittenden natspuiten.
| Pretpark           | PortAventura  |
| Themagebied        | Polynesië     |
| Hoogte             | 15 m          |
| Maximale snelheid  | 55 km/h       |
| Capaciteit         | 20 pers./boot |
| Foto/video on ride | Ja/nee        |
| Express            | Ja            |

## Trivia
- Op de attractie is een Express-wachtrij aanwezig voor houders van deze pas.
- Wanneer het park opent, beginnen de meeste bezoekers in Polynesië. Hierdoor staan in de eerste uren na opening lange wachtrijen aan de attractie.
- Tijdens de zomermaanden is de attractie heel populair omdat je er zeker nat wordt.
- De foto wordt genomen tijdens de eerste drop, wanneer men de vulkaantunnel verlaat.
- De tunnel van de vulkaan is een plek waar veel bezoekers hun kauwgom achterlaten.